# 南京医科大学第二附属医院
南京医科大学第二附属医院即南京医科大学第二附属儿童医院、江苏省第二红十字医院，是中华人民共和国江苏省的一所医院，为三级医院，位于南京市姜家园121号。

## 规模
总床位500张，日门诊量1080人次。